# 小悪魔ティーリと救世主!?
『小悪魔ティーリと救世主!?』（こあくまティーリときゅうせいしゅ）は衣笠彰梧による日本のライトノベル。イラストはトモセシュンサクが担当。MF文庫J (メディアファクトリー→KADOKAWA) より2012年7月から2014年3月まで刊行された。
メディアミックスとして、本作のドラマCDがEDGE RECORDSより2013年11月22日に発売された。

## あらすじ
ある日、周囲から恐れられている不良の鮫島聡一郎は悪魔の少女ティーリを拾って自宅に置く事に。翌日には少女天使エリーゼが家に訪れ、聡一郎が将来、『救世主』か『大悪魔』のどちらかになる可能性を秘めていると告げる。こうして悪魔と天使に関わる羽目になった聡一郎の日々が始まった。

## 登場人物
声の項はドラマCDのキャスト。

### 鮫島家
鮫島 聡一郎（さめじま そういちろう）
声 - 島﨑信長
本作の主人公。
学校の生徒だけではなく、教師にすら恐られている不良（？）。帰宅中に高架下で気絶しているティーリを発見。子供の時に母親が姿を消しており、本人は捨てられたと思っている。
ティーリ
声 - 竹達彩奈
本作のヒロインの1人。小悪魔。
ピンク色の髪をした小悪魔で、悪魔の羽を1つしかもっておらず地獄に帰ることが出来ない。聡一郎に高架下で発見されて以来、鮫島家に居候している。
エリーゼ
声 - 大亀あすか
本作のヒロインの1人。小天使（下位天使）。
金髪蒼眼の爆乳美少女。
フルネームはマルク・ビスフォンデ・トゥールシュバイヌ・ソワール・ド・キュルティック・エリーゼ。
リズ
声 - 井口裕香
エリーゼの妹。小天使（下位天使）。
ルシオン
声 - 佐藤拓也
エリーゼの兄。小天使（中位天使）。

### 西高山高等学校
荒崎 桃恵（あらさき ももえ）
声 - 三上枝織
本作のヒロインの1人。人間。
聡一郎のクラスメイト。
神楽坂 久遠（かぐらさか くおん）
西高山高等学校に転校してきた転校生。いつも真剣を持ち歩いている。
フォーチュン
声 - 本多真梨子
悪魔。西高山高等学校の保健医。
藤宮 守（ふじみや まもる）
西高山高等学校の番長(?)で聡一郎をいつも倒すことを目的とする。

### その他
藤宮 渚（ふじみや なぎさ）
藤宮守の妹の中学生で、他人をくんづけで呼ぶ習慣がある。

### 天使

#### 大天使
12人の大天使。
ミカエル
ルシオンの上司で上位天使。
ラファエル

### 悪魔

#### 魔将
8人の魔将。
メフィストフェレス
ソナ

## 既刊一覧
- 衣笠彰梧（著）・トモセシュンサク（イラスト） 『小悪魔ティーリと救世主!?』 メディアファクトリー→KADOKAWA[注 1]〈MF文庫J〉、全6巻
  1. 2012年7月25日発売[4]、ISBN 978-4-8401-4650-0
  2. 2012年11月22日発売[5]、ISBN 978-4-8401-4876-4
  3. 2013年5月24日発売[6]、ISBN 978-4-8401-5182-5
  4. 2013年8月23日発売[7]、ISBN 978-4-8401-5280-8
  5. 2013年11月25日発売[8]、ISBN 978-4-0406-6073-8
  6. 2014年3月25日発売[9]、ISBN 978-4-04-066376-0